# Завада (Замойський повіт)
Завада (пол. Zawada) — село в Польщі, у гміні Замостя Замойського повіту Люблінського воєводства. Населення — 1736 осіб (2011).

## Історія
За даними етнографічної експедиції 1869—1870 років під керівництвом Павла Чубинського, у селі переважно проживали греко-католики, проте населення здебільшого розмовляло польською мовою.
У 1975—1998 роках село належало до Замойського воєводства.

## Демографія
Демографічна структура станом на 31 березня 2011 року:
|          | Загалом | Допрацездатний вік | Працездатний вік | Постпрацездатний вік |
| -------- | ------- | ------------------ | ---------------- | -------------------- |
| Чоловіки | 847     | 184                | 582              | 81                   |
| Жінки    | 889     | 170                | 518              | 201                  |
| Разом    | 1736    | 354                | 1100             | 282                  |